# Hạt Nógrád
Nógrád (tiếng Hungary: Nógrád megye, phát âm [ˈnoːɡraːd]; tiếng Slovak: Novohradská župa) là một hạt (một đơn vị hành chính, tiếng Hungary: megye) của Hungary.

## Mô tả
Hạt Nógrád nằm ở phía bắc Hungary, có chung biên giới với Slovakia và các hạt khác của Hungary là Pest, Heves và Borsod-Abaúj-Zemplén. Thủ phủ của hạt Nógrád là Salgótarján. Đây là hạt nhỏ nhất theo dân số và nhỏ thứ hai theo diện tích (với diện tích 2,544 km², sau hạt Komárom-Esztergom).
Hạt Nógrád nổi tiếng với nhiều công trình lịch sử: nhà thờ Gothic cổ, lâu đài đá, các tòa nhà theo phong cách baroque được xây dựng vào thế kỷ 18. Biên giới phía bắc của hạt là sông Ipoly. Các dãy núi Börzsöny, Cserhát và Mátra nằm một phần trong hạt.
Hạt có nhiều ngôi làng nhỏ nằm trong các thung lũng, xung quanh được bao quanh bởi nhiều ngọn núi. Hai thành phố lớn nhất của hạt là Balassagyarmat và Salgótarján.

## Lịch sử
Hạt Nógrád (-Hungarian, trong tiếng Latinh: comitatus Neogradiensis, trong tiếng Đức: Neuburg hoặc Neograd, trong tiếng Slovak: Novohrad) cũng là tên của một hạt hành chính lịch sử (comitatus) của Vương quốc Hungary. Tên của hạt bắt nguồn từ lâu đài Nógrád trước đây

## Dân số
Tôn giáo ở quận Nógrád (Điều tra dân số năm 2011)
Vào năm 2015, Hạt Nógrád có dân số 195.923 người và mật độ dân số là 77/km².
| Năm      | Dân số hạt | Thay đổi |
| -------- | ---------- | -------- |
| Năm 1949 | 214.757    | -        |
| 1960     | 235.675    | 9,74%    |
| 1970     | 234.430    | -0,53%   |
| 1980     | 240,251    | 2,48%    |
| 1990     | 227.137    | -5,46%   |
| 2001     | 220.261    | -3,03%   |
| 2011     | 202.427    | -8,10%   |

### Sắc tộc
Người Hungary chiếm đa số. Ngoài ra, các dân tộc thiểu số là người Roma (khoảng 15.000 người), người Slovakia (khoảng 2.500 người) và người Đức (khoảng 1.000 người).
Tổng dân số của hạt Nógrád (Điều tra dân số năm 2011): 202.427 người
Các nhóm dân tộc (điều tra dân số năm 2011): 192.438 người:
- Người Hungary: 172.946 (89,87%)
- Gypsies: 15,177 (7,89%)
- Người Slovakia: 2.644 (1,37%)
- Dân tộc khác và không xác định được: 1.671 (0,87%)

Theo thống kê, khoảng 26.000 người ở Hạt Nógrád không khai báo nhóm dân tộc của họ tại cuộc điều tra dân số năm 2011.

### Tôn giáo
Thành phần tôn giáo của hạt theo điều tra dân số năm 2011:
- Công giáo - 112.640 (Công giáo La Mã - 112.241; Công giáo Hy Lạp - 389);
- Truyền đạo - 7,858;
- Cải cách - 4,167;
- Các tôn giáo khác - 3.672;
- Phi tôn giáo - 24,717;
- Chủ nghĩa vô thần - 1,740;
- Không khai báo - 47.633.

## Các quận trực thuộc hạt Nógrád

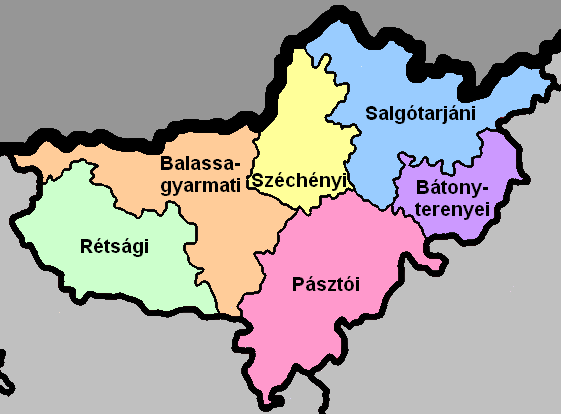
Quận của Hạt Nógrád

| STT        | Quận                                      | Diện tích(km²) | Dân số(2011) | Mật độ(pop./km²) | Trực thuộc     | Số vùng tự trị |
| 1          | Quận Balassagyarmat Balassagyarmati járás | 532.94         | 40,326       | 76               | Balassagyarmat | 29             |
| 2          | Quận Bátonyterenye Bátonyterenyei járás   | 215.45         | 21,789       | 101              | Bátonyterenye  | 8              |
| 3          | Quận Pásztó Pásztói járás                 | 551.56         | 31,729       | 58               | Pásztó         | 26             |
| 4          | Quận Rétság Rétsági járás                 | 435.03         | 24,395       | 56               | Rétság         | 25             |
| 5          | Quận Salgótarján Salgótarjáni járás       | 525.23         | 64,601       | 123              | Salgótarján    | 29             |
| 6          | Quận Szécsény Szécsényi járás             | 285.26         | 19,587       | 69               | Szécsény       | 14             |
| Hạt Nógrád | Hạt Nógrád                                | 2,545.48       | 202,427      | 80               | Salgótarján    | 131            |

## Chính trị
Hội đồng của Hạt Nógrád, bầu tại cuộc bầu cử chính quyền địa phương năm 2019, gồm 15 đại diện,

### Chủ tịch Đại hội đồng
| Danh sách chủ tịch từ năm 1990                                                 | Danh sách chủ tịch từ năm 1990 |
| ------------------------------------------------------------------------------ | ------------------------------ |
| Ferenc Korill (Liên minh Dân chủ Tự do, viết tắt là Đảng SZDSZ)                | 1990–1994                      |
| Sándor Smitnya (Đảng SZDSZ)                                                    | 1994–1998                      |
| Zsolt Becsó (Đảng Fidesz)                                                      | 1998–2002                      |
| Ottó Dóra (Đảng Xã hội Hungary viết tắt là Đảng MSZP)                          | 2002–2006                      |
| Zsolt Becsó (Fidesz-Đảng Nhân dân Dân chủ Cơ đốc giáo, viết tắt là Fides-KDNP) | 2006–2014                      |
| Nándor Skuczi (Fides-KDNP)                                                     | 2014–                          |

## Các thành phố
Hạt Nógrád có 1 hạt nội thành, 5 thị trấn và 125 ngôi làng.

## Một số hình ảnh

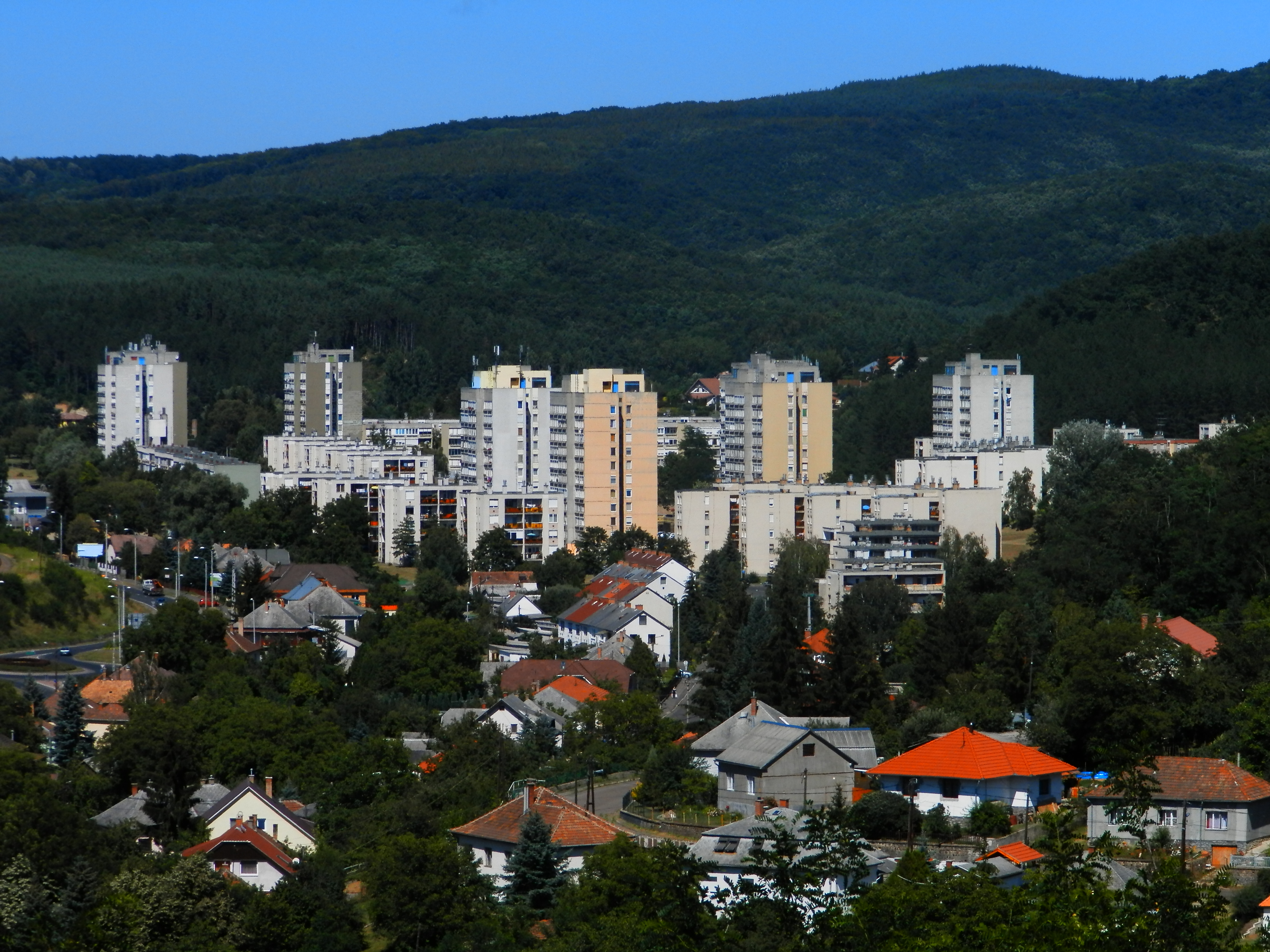
Salgótarján, thủ phủ của quận
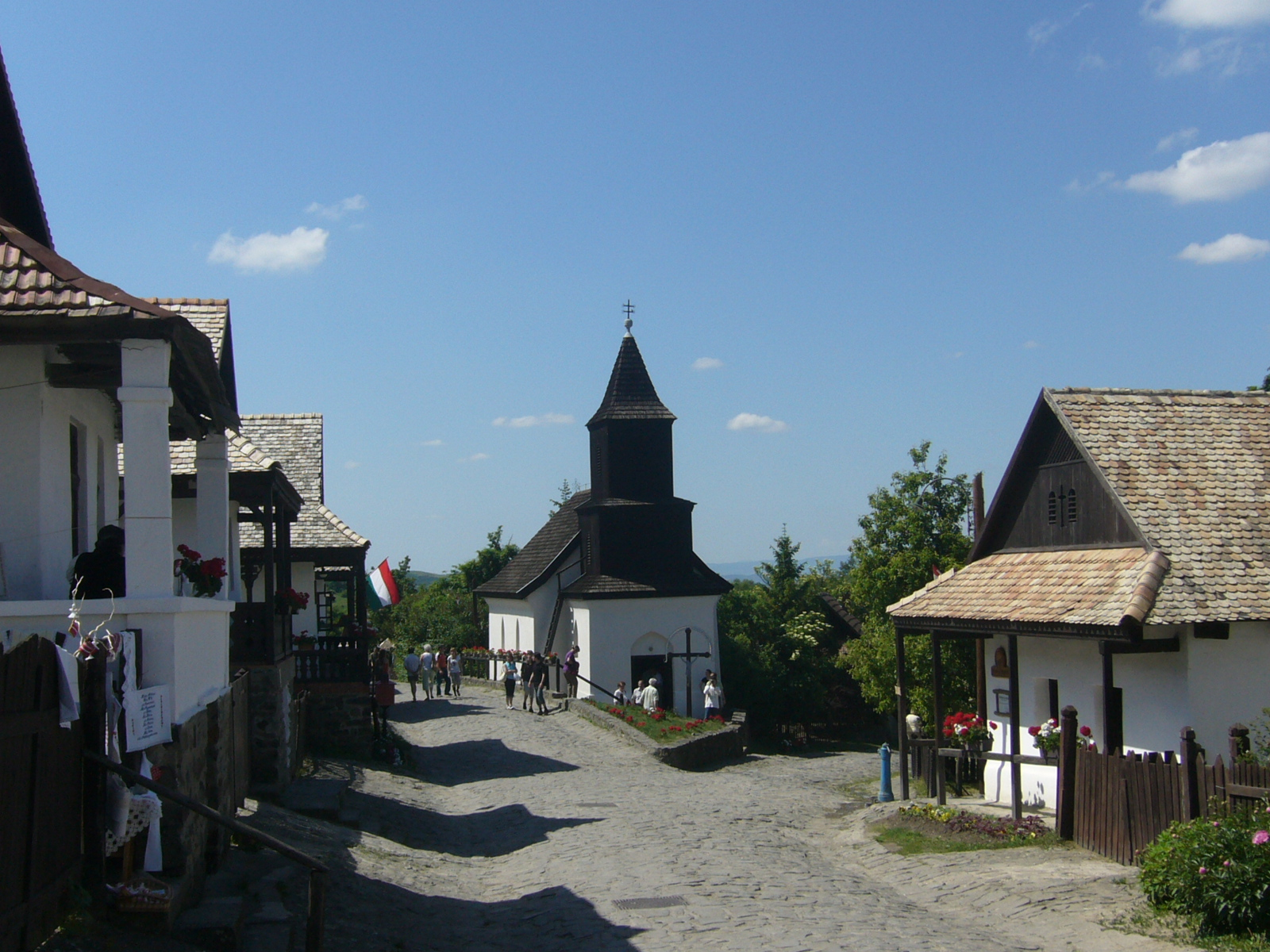
Làng Hollókő
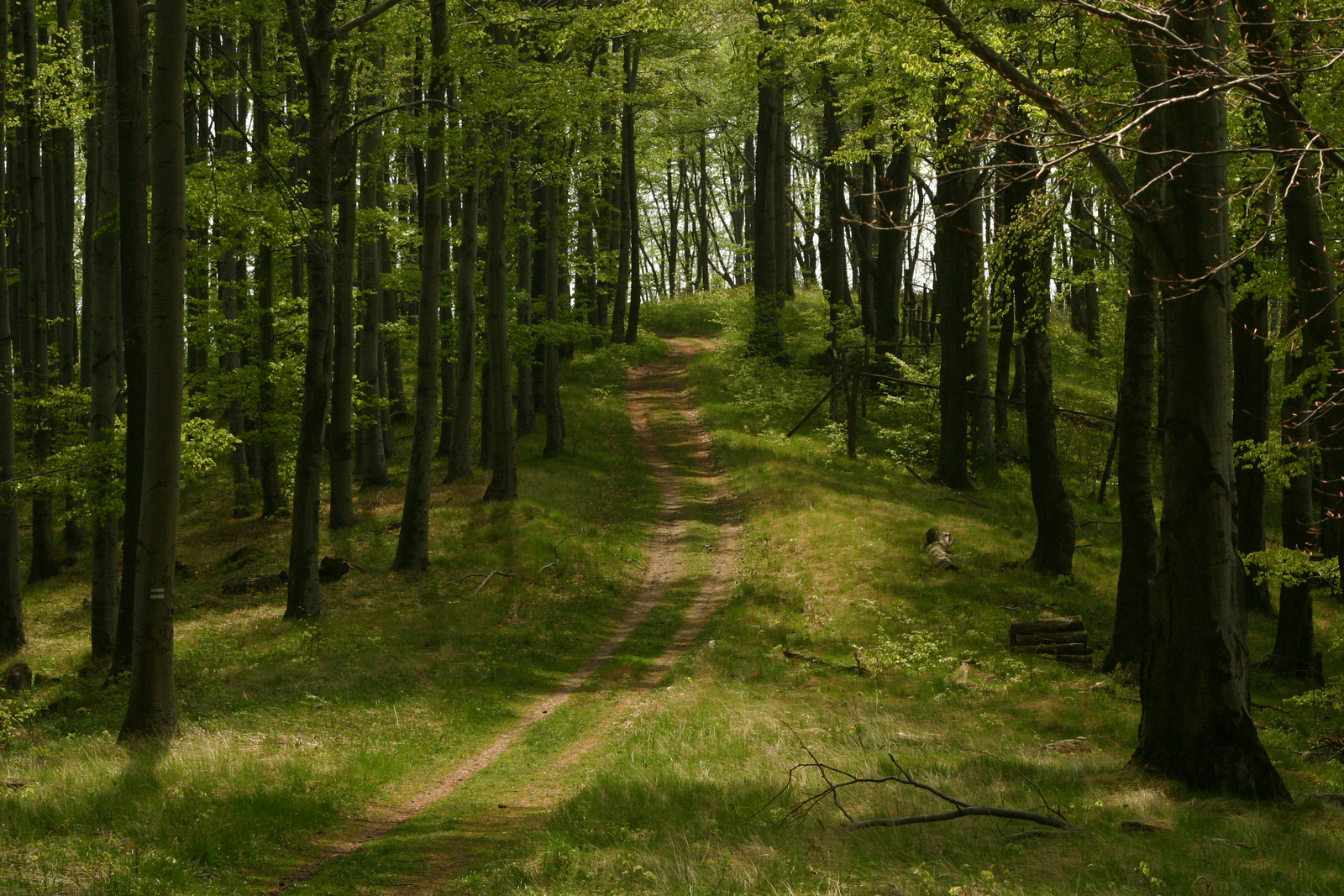
Con đường du lịch ở Börzsöny gần Diósjenő
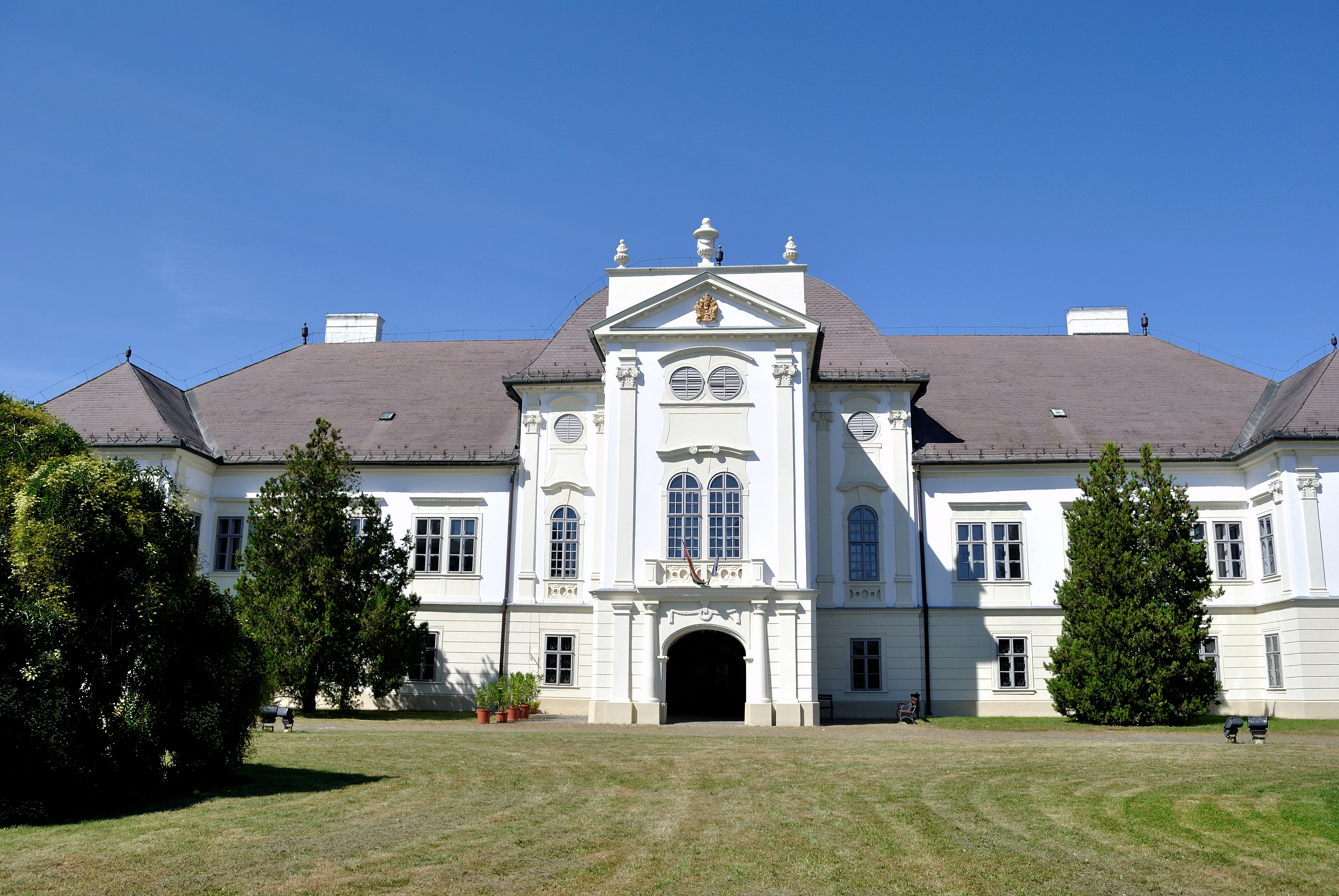
Biệt thự Forgách ở Szécsény
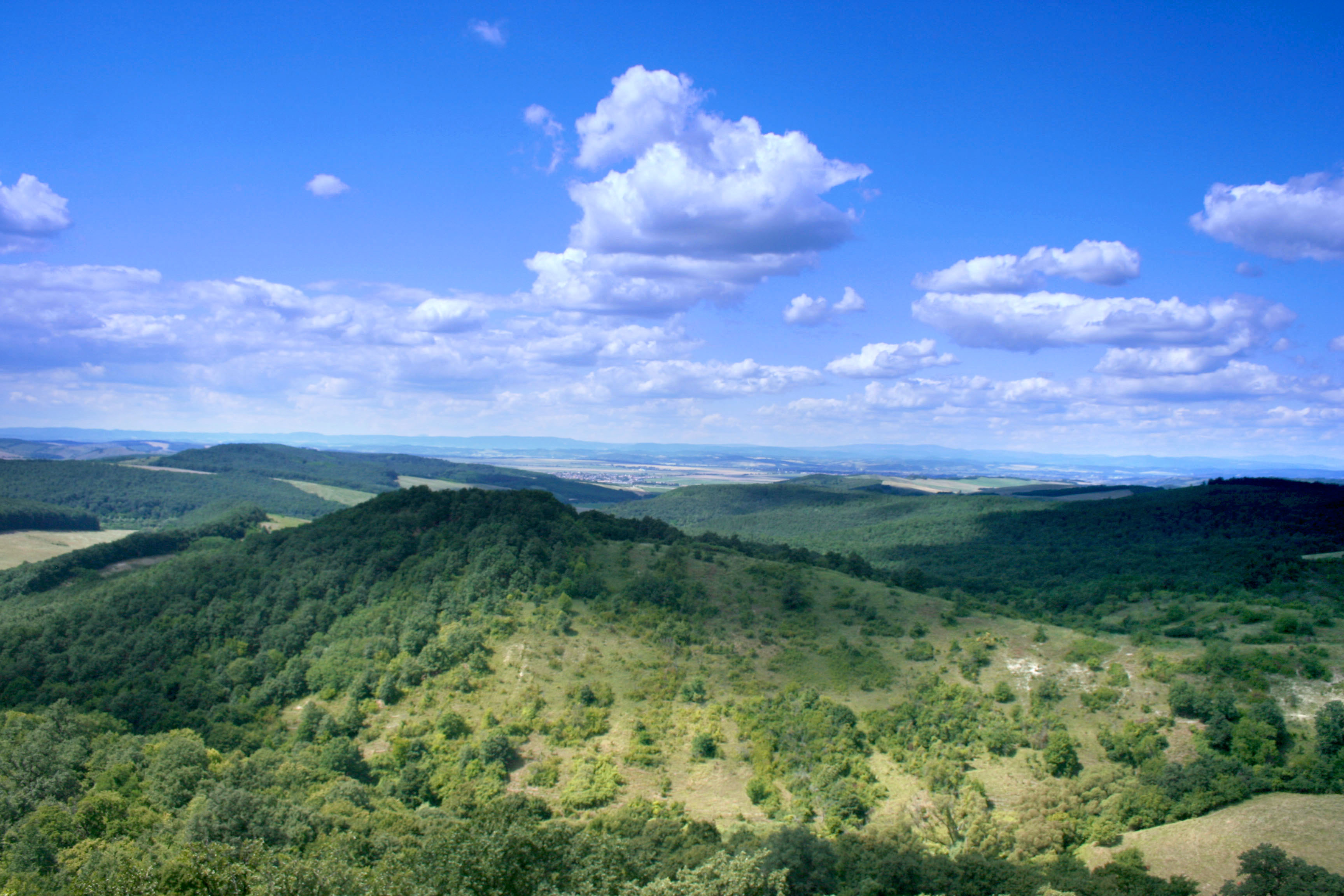
Dãy núi Cserhát
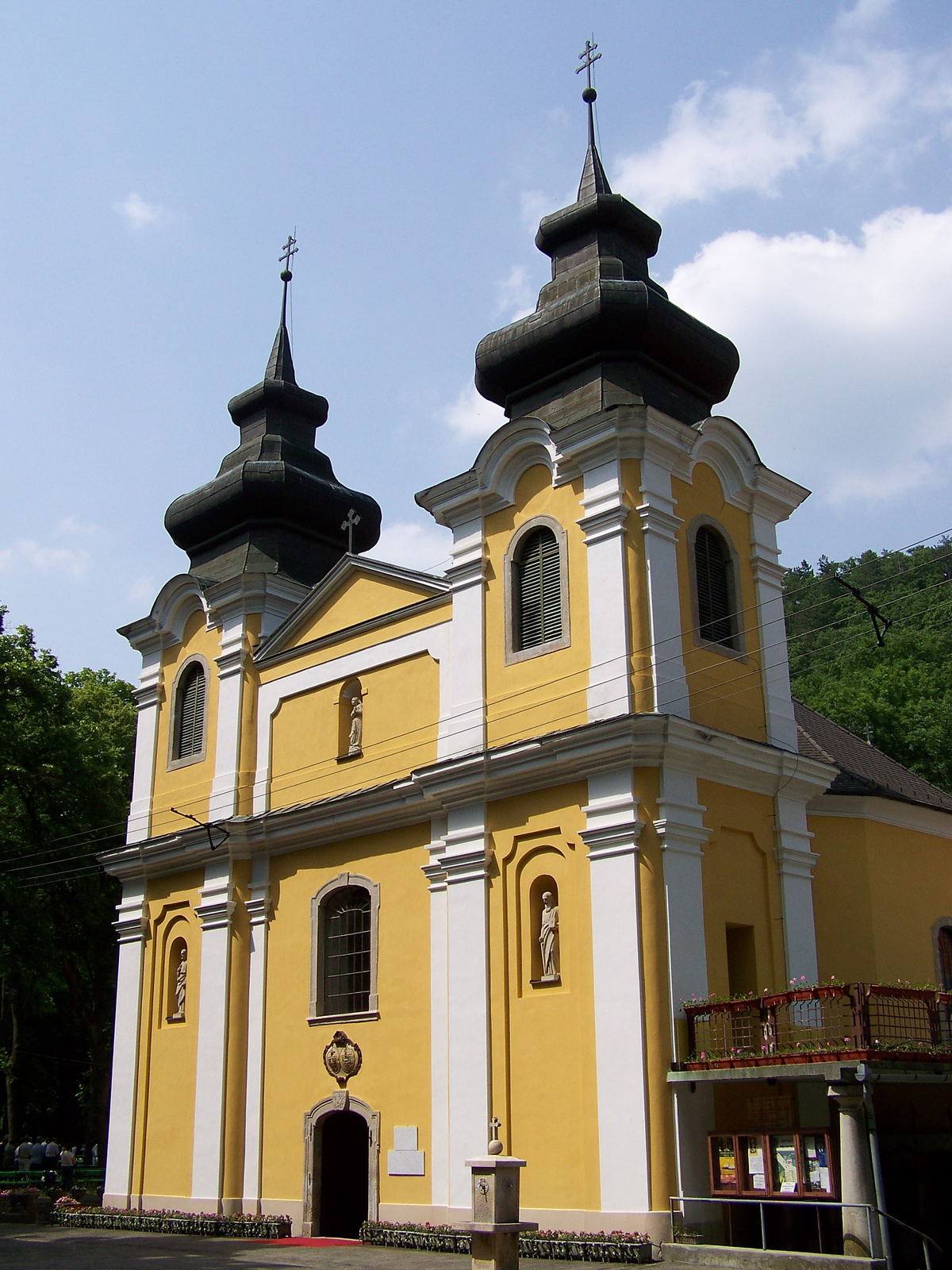
Nhà thờ Đức Mẹ ở Mátraverebély
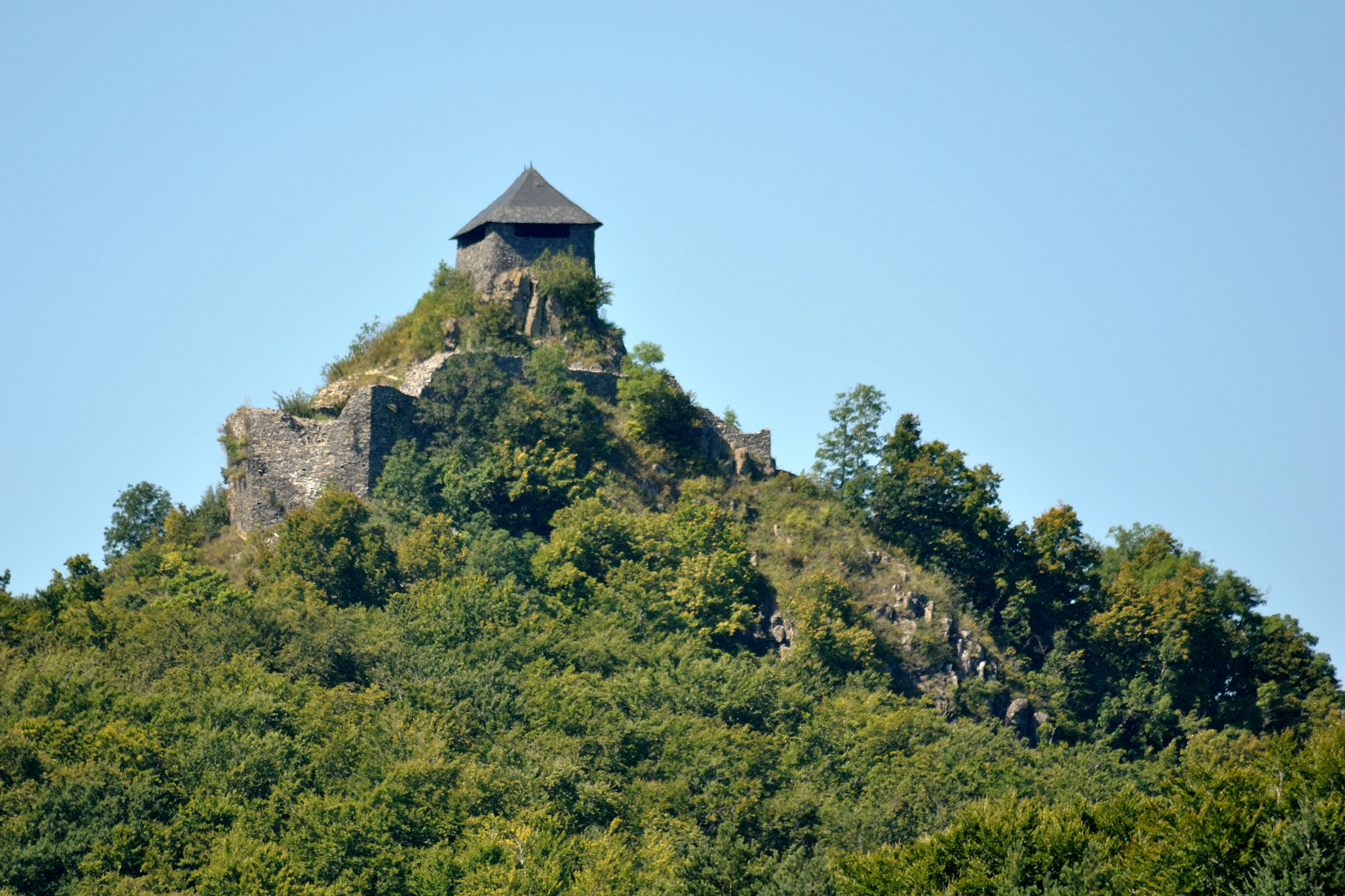
Lâu đài Salgó
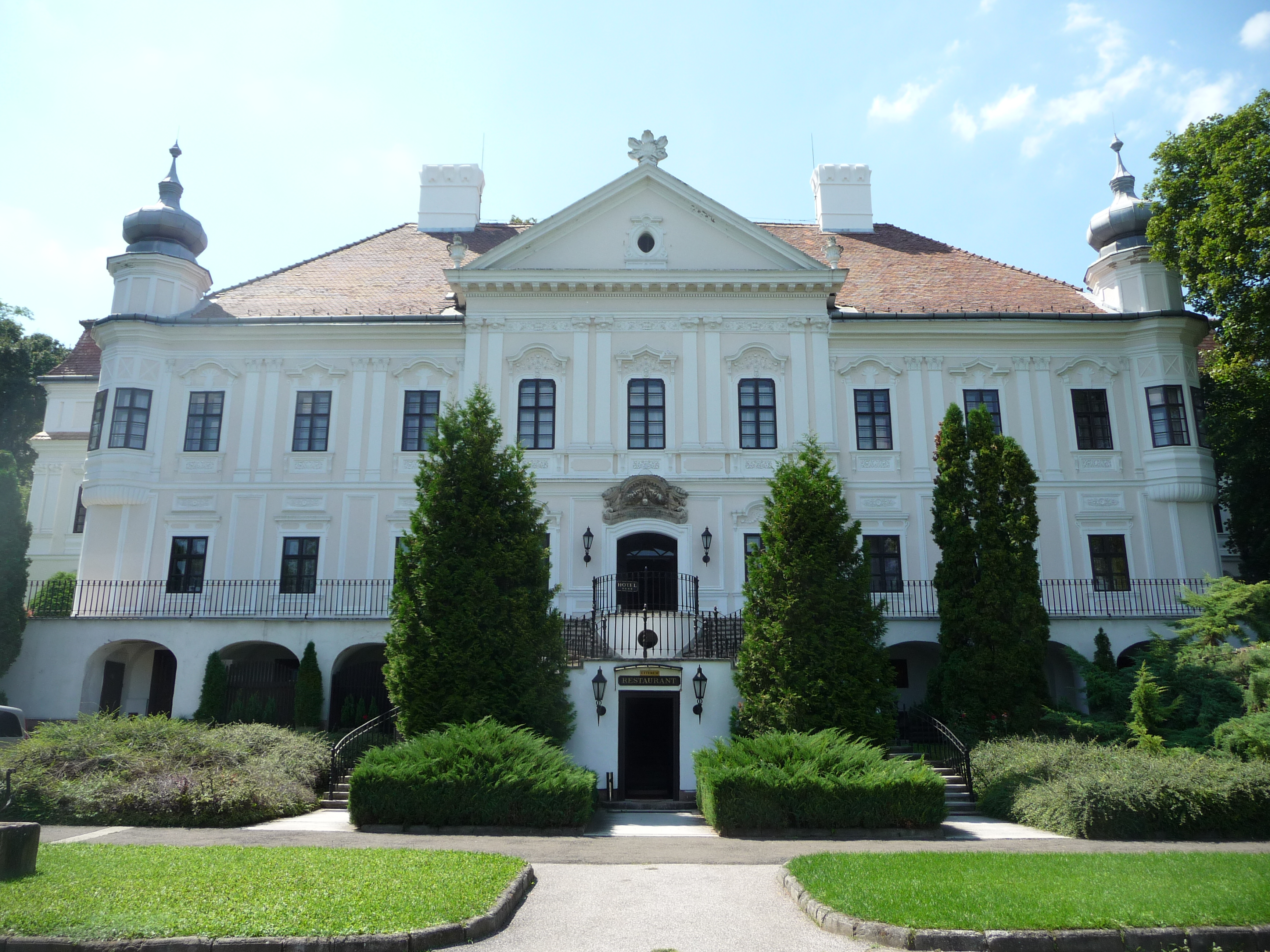
Dinh thự Teleki ở Szirák